# Nicolau Antônio Nogueira Vale da Gama

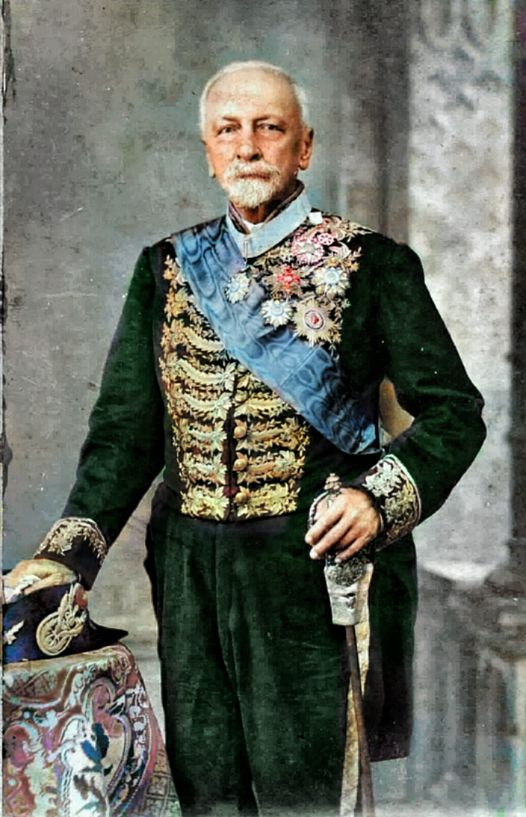
O Visconde de Nogueira da Gama

Nicolau Antônio Nogueira do Vale da Gama, primeiro e único barão e visconde com grandeza de Nogueira da Gama, (Minas Gerais, 13 de setembro de 1802 — Nazaré, 18 de outubro de 1897), foi um político e militar brasileiro.

## Genealogia
Filho do capitão-mor e coronel José Inácio Nogueira da Gama e de Francisca Maria do Vale de Abreu e Melo, baronesa de São Mateus, sendo sobrinho do marquês de Baependi. Casou-se com Maria Francisca Calmon da Silva Cabral, filha de Ana Romana de Aragão Calmon, condessa de Itapajipe. Com ela, teve Maria Francisca Calmon Nogueira Vale da Gama, outra Maria, Francisca Calmon Nogueira Valle da Gama e José Calmon Nogueira Valle da Gama. Sua filha Francisca casou-se com Egas Muniz Barreto de Aragão e Menezes.

## Carreira
Como militar, serviu como alferes da guarda de honra de D. Pedro de Alcântara, príncipe real de Portugal, Brasil e Algarves, quando em viagem a Minas Gerais; também, como coronel da Guarda Nacional, ajudou a debelar revoltas na região mineira.

Exerceu vários cargos políticos, tendo sido Vereador na Câmara Municipal de Barbacena, suplente de Deputado Geral pela província de Minas Gerais na quinta legislatura de 1843 a 1844, deputado por Minas Gerais e presidente da câmara de Ouro Preto. Foi membro do Imperial Instituto de Agricultura. 

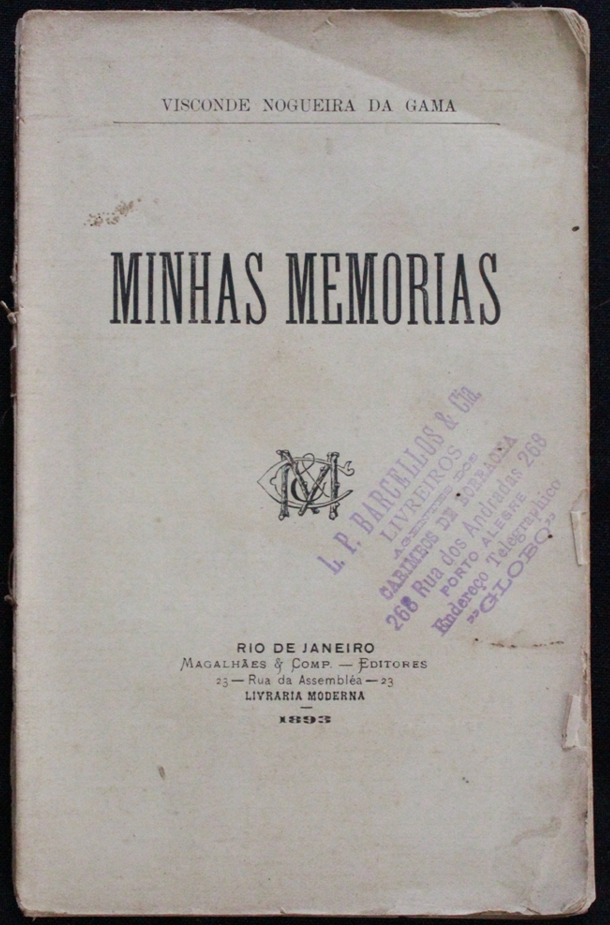
'Minhas Memorias', por Visconde de Nogueira da Gama. 18,8 x 12cm. Rio de Janeiro, 183 páginas, 1893.

### Mordomo-Mor da Casa Imperial
Assinou atos como Mordomo-Mor da Casa Imperial do Brasil, cargo de equivalência atual à Casa Civil da Presidência da República, um dos atos é o que concedeu o título de "Fotógrafo da Casa Imperial" a Fernando Skarke em 1886.

## Viagens internacionais
Excursionou pela primeira vez à Europa em 1855, pela segunda vez em 1861, e, pela terceira vez, em 1871, na companhia de Pedro II do Brasil. Esteve em Lisboa, em Funchal na Ilha da Madeira e em Paris, conforme cartas escritas durante as viagens, publicadas em seu livro "Minhas Memorias", editado em 1893 pela Magalhães & Comp. Editores e Livraria Moderna.

## Méritos e homenagens

Armas do visconde com grandeza de Nogueira da Gama, que são as dos Nogueira da Gama

Grande do Império, foi conselheiro imperial e fidalgo-cavaleiro, além de ter exercido outras funções cortesãs. Recebeu os graus de cavaleiro da Imperial Ordem de Cristo, de oficial da Imperial Ordem da Rosa e de grã-cruz da Ordem de Nossa Senhora da Conceição de Vila Viçosa. Gentil Homem da Imperial Casa Real, recebeu a Grã-Cruz de Francisco José da Áustria. Recebeu o viscondado com grandeza por decreto de 12 de Outubro de 1824 e o marquesado por decreto de 12 de Outubro de 1826.

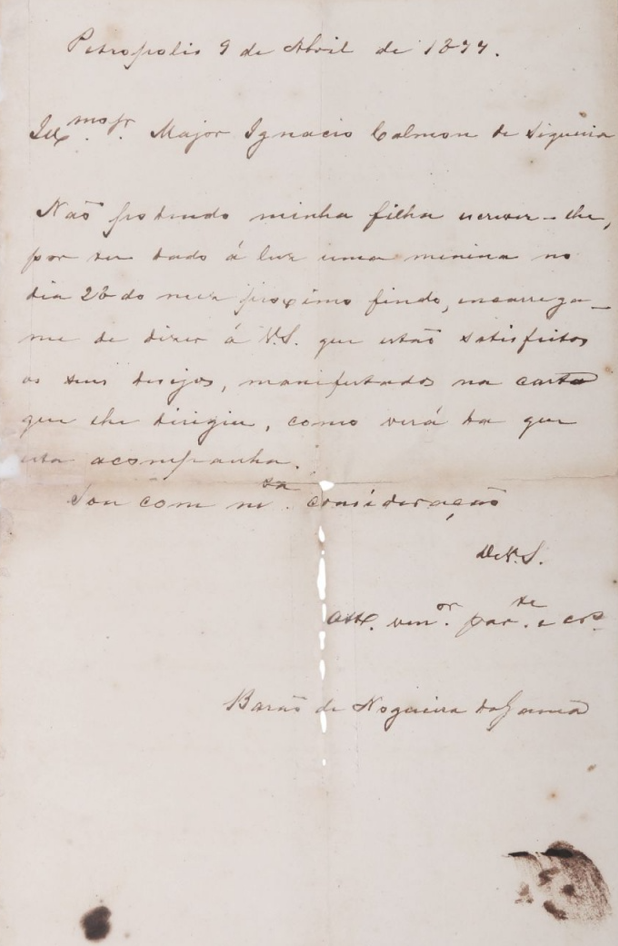
Carta do Barão de Nogueira da Gama, endereçada ao Major Ignacio Calmon de Siqueira. Petrópolis, abril de 1877.